# Alchemilla psilopodia
Alchemilla psilopodia är en rosväxtart som beskrevs av Robert Buser, Hügin och S.E.Fröhner. Alchemilla psilopodia ingår i släktet daggkåpor, och familjen rosväxter. Inga underarter finns listade i Catalogue of Life.